# 미사곡
키리에(kyrie)는 흔히 미사곡(missa곡), 예전곡, 예배곡으로 번역되는 노래로 고대 그리스어, 또는 헬라어 주님이 다스리신다 뜻을 가진 단어 "퀴리유오(κὐριεύω)"에서 유래한 용어의 음악이다. 이 곡의 원명칭인 헬라어 "퀴리에(κὐριη)"는 '주님'을 의미하는 "퀴리오스(κὐριοσ)"의 호격, 즉 "주님이시여"의 뜻을 지녔다. 4세기 교회 공인 이후 로마제국교회의 중심지였던 콘스탄티노플에서 헬라어로 작곡한 예전용 성가들과 예전 순서가 서방교회에 전해서 라틴어로 번역되어 발전한 곡의 음악으로 동방교회의 예전을 바탕으로 서방교회의 전통을 형성한 예전/전례를 따르는 음악이다.
독일어와 프랑스어 등의 유럽언어에서 미사는 서방교회의 종교 예식을 의미하는 단어로, 서방교회인 로마가톨릭의 예전만이 아니라 서방교회인 개신교, 즉 루터교, 성공회, 감리교, 개혁교 등에서도 예배 의미로 사용되는 용어이다. 따라서 미사곡으로 지칭되는 곡은 서방교회 종교 예식 곡으로, 반드시 로마가톨릭의 음악만이 아니며, 개신교회의 음악만이 아니기도 하다.
서방교회 중에서 근래의 로마 가톨릭 교회의 미사에서 연주되도록 작곡되거나 만들어진 선율이나 작품들이 있으며. 9세기에 집성된 단선율의 성가인 그레고리우스 성가 역시 이런 전례/예전의 전통을 따라 구성되었다.

## 미사곡의 구분
미사곡은 서방교회의 종교 예식을 위한 음악으로 유럽언어에서는 서방교회인 천주교회와 개신교회 전체의 음악을 통칭한다. 근래에 주의할 부분은 독일어권을 포함하는 유럽 종교음악 중에서 번역된 미사곡들이다. 독일어에서 미사는 서방교회의 종교 예식을 의미하여, 개신교의 예배와 천주교의 미사를 통칭하는 용어로 개신교 예배곡도 흔히 루터교 미사곡 또는 복음주의 미사곡으로 작곡되었다. 이는 유럽어에서는 의미의 혼동이 없지만, 한국어 번역시에 혼동하기 쉬우며, 이를 제대로 이해하지 못하여 구교와 신교 구분없이 이런 예배곡들을 미사곡으로 번역하면서 우리나라에서는 작곡자의 의도와 달리 개신교 곡이나 천주교 곡이나 모두 미사곡으로 불린다. 물론 현재에 와서는 개신교, 천주교 구분없이 연주되기도 하며, 개신교를 위한 개신교 예배곡인 바흐의 곡들은 개신교회나 천주교회 구분 없이 연주된다.
보통 서방교회 전통의 예전/전례에서 미사곡은 키리에(Kyrie), 대영광송(gloria), 크레도(Credo), 상투스(Sanctus), 아뉴스 데이(Agnus dei)의 통상문 노래로 이루어진다. 이 순서는 동방교회의 예배 순서의 영향으로 형성된 것으로 여전히 서방교회나 동방교회의 전통인 보편표회의 전통으로 존중된다. 이런 순서에 따라서 WCC에서 제정한 예전으로 서방교회의 신구교, 동방교회가 공히 인정한 리마예식서에는 다양한 곡들과 이러한 교회의 공통된 전통을 잘 보여주고 있다.

## 미사곡의 순서
전통적 미사곡의 악곡형식은 일정한 가사로 된 다음과 같은 5개 내지 6개의 부분(악장)으로 되어 있다.
1. 키리에(Kyrie, eleison…주님 자비를 베푸소서.)
2. 글로리아(Gloria in excelsis Deo…하늘 높은데서는 하느님께 영광!…)
3. 크레도(Credo in unum Deum…한 분이신 하느님을…)
4. 상투스(Sanctus…거룩하시도다…) 및 베네딕투스(Benedictus…주님의 이름으로 오시는 분…)
5. 아뉴스 데이(Agnus Dei…하느님의 어린 양)

이것들은 어떠한 종류의 미사에서도 항상 쓰이며, 통상문이라고 한다. 이상의 5개의 부분은 보통 더 많은 부분으로 나뉜다. 예를 들면 키리에는 때로는 '키리에 엘레이손－크리스테 엘레이손－키리에 엘레이손'의 3부분으로 되기도 하고, 상투스에서 베네딕투스가 독립하여 하나의 부분을 형성하기도 한다. 미사곡의 가사는 키리에의 부분만이 그리스어이고, 그 밖에는 모두 라틴어로 노래된다.

## 미사곡의 흐름
본래의 전례용(典禮用) 미사곡으로서 가장 오랜 것은 단선성가(plain song)이며, 후에 그레고리오 성가가 되었다. 13세기경부터 대위법의 발전에 따라 미사곡은 다성양식(폴리포니)으로 쓰게 된다. 기욤 드 마쇼의 《노트르담 미사곡》(1364년)은 초기 다성양식으로 된 걸작이다. 15-16세기 말에 걸쳐 미사곡은 뒤파이, 죠스캥 데 프레, 팔레스트리나 등에 의하여 그 때까지 없었던 큰 발전을 보았다. 특히 팔레스트리나는 100여 곡의 미사곡(《교황 마르켈스의 미사》는 특히 유명하다)을 썼는데, 그 대부분은 4-5성부로 된 아 카펠라(무반주 합창곡)의 양식으로 작곡되었다.
17세기 이후 개신교회의 예배곡으로서 바흐 가문의 예비곡(미사곡)이 작곡되면서 이후 개신교회와 천주교회의 예식 곡에 큰 변화가 나타났다. 팔레스트리나 이후의 대표적인 미사곡(예배곡) 작곡가로는 개신교회의 바흐, 헨델, 천주교회의 모차르트, 베토벤, 브루크너 등이 있다. 이 작곡가들의 미사곡은 모두 관현악의 반주를 가지고 있다. 바흐의 《나단조 미사》는 베토벤의 《미사 솔렘니스》(장엄 미사)와 함께 오늘날 연주회에서도 많이 연주되는 작품이다.

## 미사곡집
가톨릭 교회의 미사 전례에서 사용하는 통상문인 미사곡들을 모아놓은 책들을 미사곡집(Kyriale)라고 부른다. 라틴어 Kyriale는 '미사곡' 자체를 가리킬 수도, '미사곡집'을 가리킬 수도 있다.역사적으로 성가대가 사용하도록 별도의 책으로 존재하기도 하였다(Kyriale, 1905년). 그러나 오늘날에는 더 이상 별도의 책으로 발행되지 않고 미사의 고유문 노래를 모아 놓은 로마 미사 성가집(Graduale Romanum)에 함께 포함되어 있다.
로마 미사 성가집에는 첫째, 18개 조합의 미사곡이 수록되어 있으며, 대부분은 키리에, 글로리아, 상투스, 아뉴스 데이를 모두 포함하고 있으며, 글로리아를 노래하지 않는 때를 위한 미사곡에는 이 노래가 빠져 있다. 둘째로, 크레도가 6곡 실려 있다. 셋째로, 자유로이 할 수 있는 키리에 11곡, 글로리아 4곡, 상투스 3곡, 아뉴스 데이 2곡이 추가되어 있다. 한편 18개 조합의 미사곡에서도 선택적으로 할 수 있는 곡들이 덧붙여져 있는 경우도 있다. 예를 들어 미사곡 1번에는 키리에가 2곡이다.
로마 미사 성가집 이후에 너무 어려운 선율을 정리하고 간략하게 만든 단순 미사 성가집(Graduale Simplex)가 발행되었다. 여기에는 역시 너무 어려운 선율을 정리한 미사곡이 실렸는데 이를 'Kyriale Simplex'('단순 미사곡', 또는 책이라는 관점에서는 '단순 미사곡집')이라 부른다.

## 참고 문헌
- 이 문서에는 다음커뮤니케이션(현 카카오)에서 GFDL 또는 CC-SA 라이선스로 배포한 글로벌 세계대백과사전의 내용을 기초로 작성된 글이 포함되어 있습니다.
- 로마 미사 성가집(그라두알레 로마눔)

## 같이 보기
- 그레고리오 성가
- 레퀴엠
- 미사